# Laurindo Furlani
Laurindo Furlani, mais conhecido como Piolim (Casa Branca, 10 de julho de 1913 — Batatais, 18 de junho de 2000), foi um futebolista brasileiro que atuou como lateral-direito.

## Carreira
Vindo do interior paulista, chegou ao Palestra Itália em 1933, onde em 1935 participou de dois amistosos entre março e abril. Não sendo aproveitado no clube, voltou ao interior e rodou por diversos times.
A primeira passagem de Piolim pelo São Paulo Futebol Clube foi em uma excursão realizada pelo clube em 1937. Estreou pelo clube em 15 de novembro daquele ano.
Ele voltaria ao São Paulo em 1942, onde, depois de alguns treinos, assinou um contrato provisório. Ao todo, fez 152 partidas pelo clube e o ajudou a conquistar os Campeonatos Paulistas de 1943, 1945 e 1946.
Após deixar o Tricolor, em 1947, atuou ainda pelo Batatais.
Pela Seleção Brasileira, atuou um amistoso em que o Brasil goleou o Uruguai por 6 a 1, em 14 de maio de 1944.

### Títulos
São Paulo
- Campeonato Paulista[5]: 1943, 1945, 1946[4]
- Taça dos Campeões Estaduais Rio-São Paulo: 1946
- Taça Cidade de São Paulo: 1944

## Morte
Quando de sua morte, em junho de 2000, seu enterro foi acompanhado por muitos moradores de Batatais, que estavam emocionados, por tratar-se de alguém que vinha ajudando os padres da cidade nas missas havia trinta anos. Ele também foi homenageado com um minuto de silêncio antes da partida entre São Paulo e Santos, válida pela decisão do Campeonato Paulista de 2000.